# Effondrement du barrage d'Arbaat
L'effondrement du barrage d'Arbaat (en arabe : انهيار سد أربعات) survient le 24 août 2024 lors d'un épisode d'importantes inondations (en) durant la saison des pluies au Soudan, provoquant la mort de 30 personnes, la disparition de 64 autres, le déplacement de milliers d'autres, la destruction d'une vingtaine de villages et l'endommagement de 50 autres,,,,. Enfin, il compromet l'approvisionnement en eau de Port-Soudan, capitale de facto du Soudan dans un contexte de guerre civile, puisque la retenue du barrage constituait la seule réserve d'eau douce permanente de la ville, située 38 km en aval,. 

## Contexte
Le barrage d'Arbaat est construit en 2003, sous la présidence d'Omar el-Bechir, dans le but de collecter l'eau de pluie et de l'utiliser pendant la saison sèche,. Il est également alimenté par une rivière,,. Il est considéré comme un projet essentiel pour assurer la disponibilité en eau de Port-Soudan et ses environs, en plus d'être utilisé pour l'irrigation des terres agricoles et la lutte contre la désertification.    
À sa création, sa capacité de stockage est de 16 millions de m3 d'eau. Après plusieurs opérations d'agrandissement, elle est portée à 25 millions de m3. Cependant, en raison de l'accumulation de limons, sa capacité de stockage effective est bien inférieure : 10 à 15 millions de m3 ou 5 millions de m3, voire même moins. De ce fait, l'approvisionnement en eau de Port-Soudan demeure de 40 à 50 % inférieur aux besoins de la population,.   